# NGC 1470
NGC 1470 é uma galáxia espiral (Sab) localizada na direcção da constelação de Eridanus. Possui uma declinação de -09° 00' 00" e uma ascensão recta de 3 horas, 52 minutos e 09,8 segundos.
A galáxia NGC 1470 foi descoberta em 1886 por Frank Müller.